# Раковський Михайло Юхимович
Михайло Юхимович Раковський (нар. 20 квітня 1916, Єлець — пом. 28 липня 2003, Одеса) — український історик, педагог, доктор історичних наук, професор.

## Біографія
М. Ю. Раковський народився 20 квітня 1916 року в м. Єлець Орловської губернії в родині провізора.
У 1937 році закінчив з відзнакою історичний факультет Московського індустріально-педагогічного інституту. Був залишений на навчання в аспірантурі.
В 1939 році був призваний до лав Червоної Армії й направлений на навчання до Московського військово-політичного училища.
У роки нацистської навали воював у складі частин Західного, Брянського, 1 та 2 Білоруських фронтів. У 1950 році був звільнений в запас у званні полковника.
Повернувся до аспірантури при Інституті історії Академії Наук СРСР і в 1951 році захистив дисертацію «Комітети бідноти в боротьбі за зміцнення тилу Червоної Армії» на здобуття наукового ступеня кандидата історичних наук.
З 1952 року працював в Одеському державному університеті імені І. І. Мечникова, пройшовши шлях від старшого викладача до професора.
В 1953 році був обраний доцентом кафедри історії СРСР.
У 1966 році захистив дисертацію «Консолідація сил революції у боротьбі за владу Рад на Півдні України (1917 — 1919 рр.)» і здобув науковий ступінь доктора історичних наук. В 1968 році надано вчене звання професора.
З 1967 року протягом двох десятиліть був завідувачем кафедри історії СРСР Одеського національного університету імені І. І. Мечникова.
Помер 28 липня 2003 року в Одесі. Похований на Центральній алеї Новоміського (Таїровського) кладовища.

## Наукова діяльність
Сформував школу істориків, предметом наукового аналізу яких стали процеси соціально-економічного і суспільного розвитку Півдня України, їх історіософське осмислення.
Був редактором історико-краєзнавчого щорічника «Історична пам’ять», керівником секції «Одесика» при Одеському будинку вчених.
Входив до складу редакційної колегії журналу «Питання історії» («Вопросы истории»), спеціалізованих вчених рад із захисту кандидатських та докторських дисертацій.
Під його керівництвом понад 25 кандидатських і докторських дисертацій.
Є автором близько 300 праць.

### Праці
- В боротьбі за владу Рад: З історії більшовицької преси в Одесі/ М. Ю. Раковський// Праці Одеського державного університету. — 1957. — Т. 147, вип. 2. — С. 219–234.

- З історії інтернаціональних частин (1917 — 1918 рр.)/ М. Ю. Раковський// Праці Одеського державного університету. — 1962. — Т. 152, вип. 9. — С. 113–116.
- Дорогой созидания: социалистическое строительство на Одесщине: документы и материалы, 1921 — 1941./М. Е. Раковский. — Одесса: Маяк, 1981. — 318 с.
- Забытая страница истории Второй мировой войны / М. Е. Раковский, Б. А. Ильченко // Записки історичного факультету. — 1997. — Вип. 4. — С. 228–233.
- Традиции и время / М. Е. Раковский // Историческая память. — 2000. — N2. — С. 51–54.
- На крутых поворотах истории: российские революции XX века. Методологический аспект / М. Е. Раковский // Записки історичного факультету. — 2001. — Вип.11. — С.15–21.

## Нагороди
- Ордени Червоної Зірки, Вітчизняної війни І та II ступенів

- 11 медалей

- Знак «Відмінник народної освіти УРСР»

## Увічнення пам’яті
10 вересня 2004 року на будинку № 7 по вулиці Довженка в Одесі було відкрито меморіальну дошку М. Ю. Раковському.

## Родина
Дочка: Раковська Ніна Михайлівна — кандидат філологічних наук, доцент, завідувач кафедри світової літератури Одеського національного університету імені І. І. Мечникова.